# Paracoccidioidomicosisproctitissarcomucosis
I Paracoccidioidomicosisproctitissarcomucosis (chiamati semplicemente Paracocci) sono un gruppo goregrind nato a San Juan del Río, città nello Stato messicano di Querétaro nel 1999 a 160 km a nord di Città del Messico.
Prendono nome da tre termini medici che sono la paracoccidioidomicosi, la proctite, i sarcoma e le mucose.
I testi del gruppo hanno tematiche mediche, patologiche, splatter e pornografiche, il gruppo dalla nascita ha fatto due demo, due album e un EP, ma ha fatto ben otto split.
Nel 2007 hanno aperto il concerto del gruppo brutal death americano dei Disgorge e quello olandese dei Severe Torture, nel 2008 invece hanno aperto la data messicana del gruppo black metal tedesco degli Endstille mentre nel 2009 hanno aperto un concerto del gruppo thrash metal americano dei Devastation. Nel 2016 hanno suonato per la prima volta fuori dal Messico a Breslavia in Polonia.

## Discografia
Album in studio
- 2002 - Satyriasis and Nymphomania
- 2007 - Aromática germenexcitación en orgías de viscosa y amarga putrefacción

Demo
- 2001 - Cunnilingus
- 2002 - Lynphatic Descomposition Esquistosomiasis

EP
- 2010 - Viscosas Voces desde la Necroorgia

## Formazione

### Formazione attuale
- Saúl - voce (solo live) (2010-presente)
- Ginecólogo Necrolamedor Clitoral - batteria (2006-presente), voce (2003-2007)
- Proctólogo Destructor de Esfínteres - chitarra (1999-presente)

### Ex componenti
- Dr. Forense - basso (1999-2001)
- Niño Psicopatológico - voce (2001-2003)
- David El Kazan - batteria (2003-2006)
- Obstetra Penetrador Himeneal - basso, voce (2007-2012)